# Rio Tanna
Il Rio Tanna, chiamato anche Rio la Tanna, è un corso d'acqua delle Colline livornesi a carattere tipicamente torrentizio, affluente del Torrente Tora. L'integrità del suo corso (7,2 kilometri circa) si trova nel comune di Collesalvetti.

## Il corso del Rio Tanna
Le sorgenti del Rio Tanna sono a 50 metri s.l.m. in prossimità del podere Acquaviva: qui il corso d'acqua è diviso in due rami secondari che formano due laghetti di eguale grandezza e altitudine, e si uniscono poco dopo in cinquecento metri circa. Già dopo 1,5 km, a 31 m s.l.m., il rio è canalizzato. Scorre quindi in prossimità della strada provinciale Livorno-Collesalvetti  fino a Nugola. Dopo aver ricevuto il suo principale affluente, il Rio Nugola, piega decisamente verso nord per dirigersi, a 10 metri s.l.m., alla sua confluenza con il Torrente Tora.